# 島根県道214号加茂中停車場線
島根県道214号加茂中停車場線（しまねけんどう214ごう かもなかていしゃじょうせん）は、島根県雲南市を通る一般県道である。

## 概要
JR西日本木次線 加茂中駅から島根県道157号出雲大東線交点に至る。

### 路線データ
- 起点：島根県雲南市加茂町加茂中（JR西日本木次線 加茂中駅前）
- 終点：島根県雲南市加茂町加茂中（島根県道157号出雲大東線交点）

## 地理

### 通過する自治体
- 島根県
  - 雲南市

### 交差する道路
| 交差する道路            | 交差する場所 | 交差する場所 |
| ----------------------- | ------------ | ------------ |
| 島根県道157号出雲大東線 | 加茂町加茂中 | 終点         |

### 沿線
- JR西日本木次線 加茂中駅